# Cronologia de química

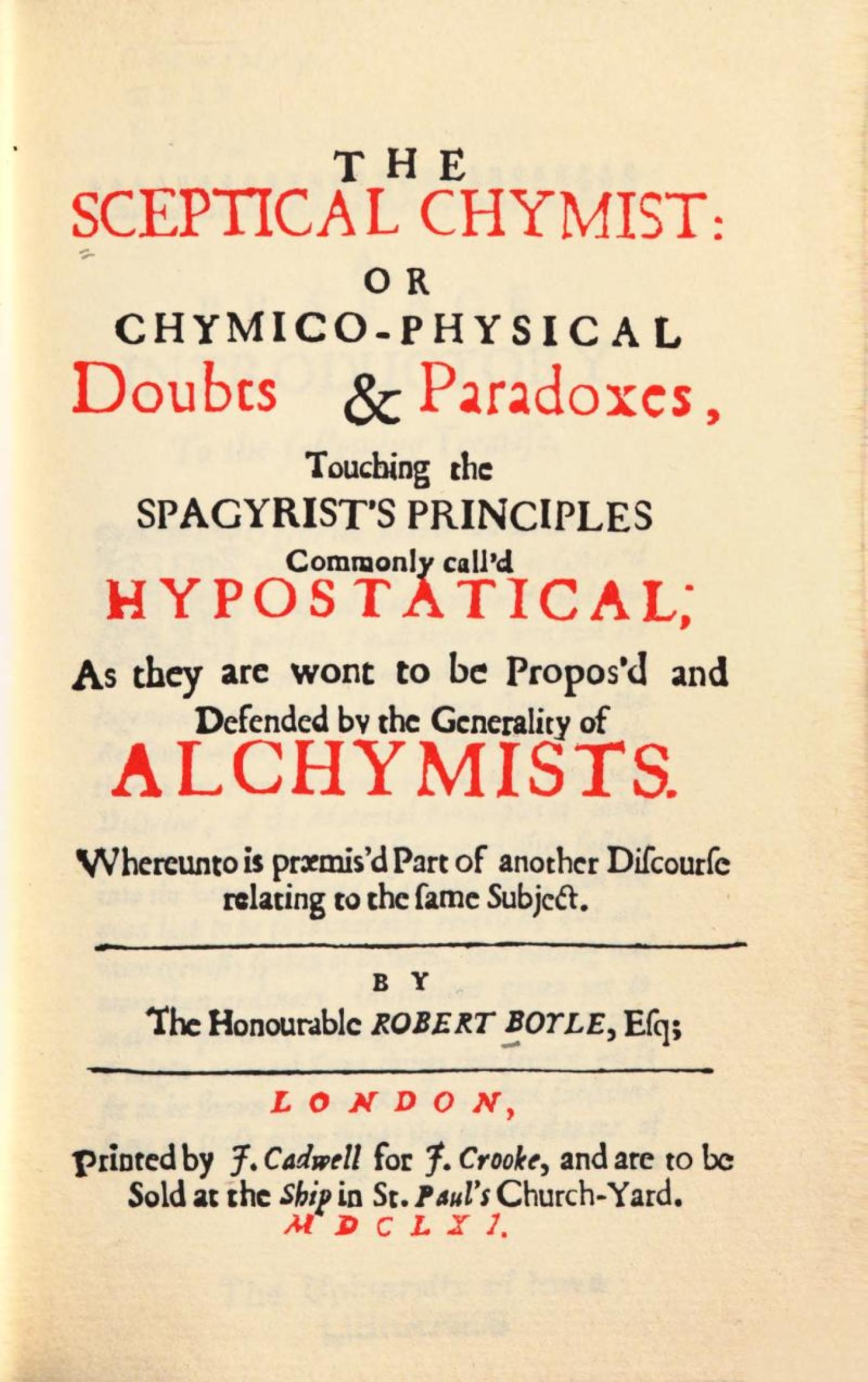
Frontispício de The Sceptical Chymist de Robert Boyle (1627–1691)

A linha do tempo da química lista os mais importantes trabalhos, descobertas, ideias, invenções, e experimentos que mudaram significativamente o entendimento da humanidade sobre a ciência moderna conhecida como química, definida como o estudo científico da composição da matéria e as suas interações. A história da química em sua forma moderna começou com o cientista inglês Robert Boyle, apesar de suas raízes poderem ser traçadas até os registros históricos mais antigos.

## Antes do século XVII

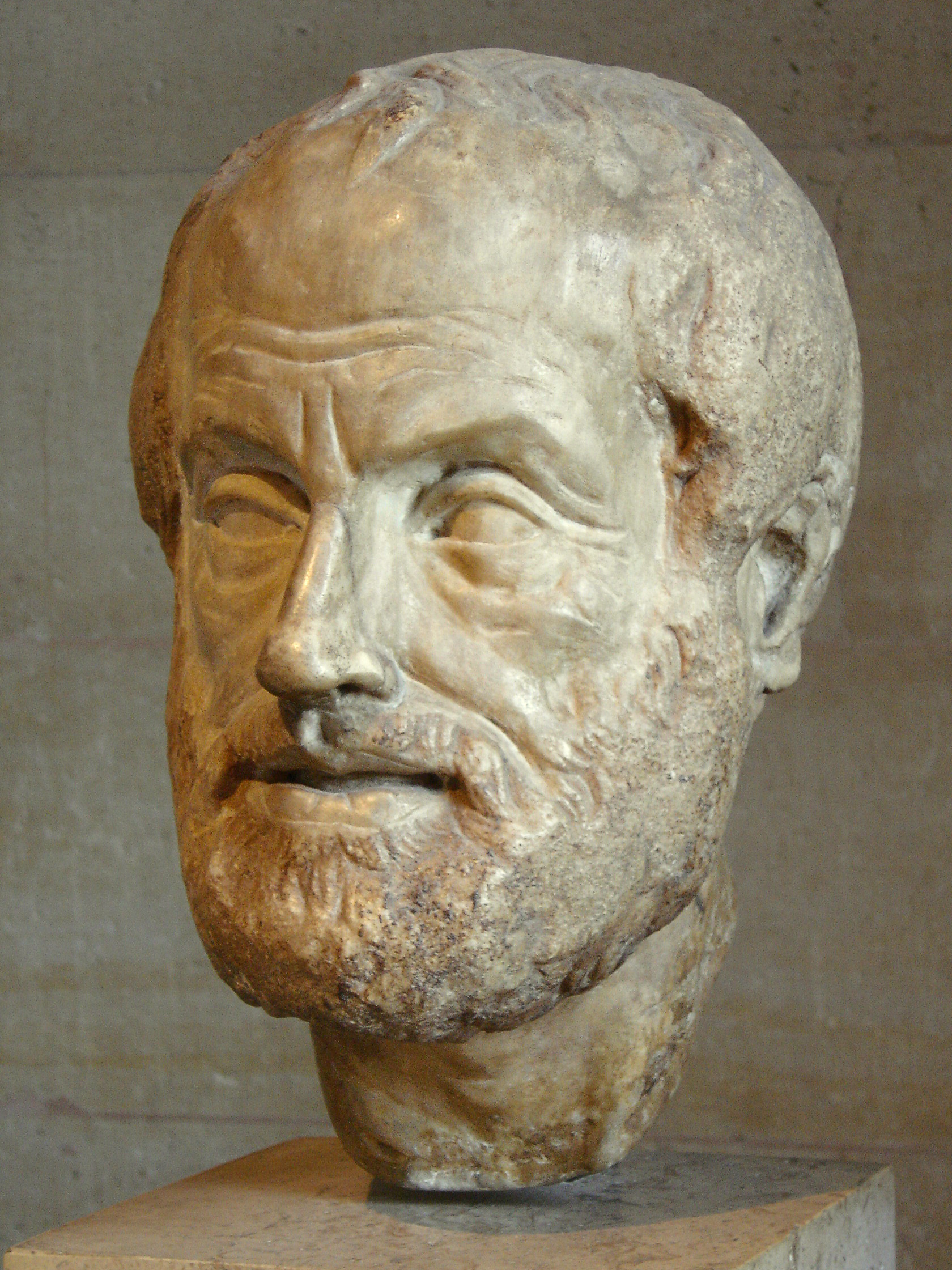
Aristóteles (384–322 a.C.)

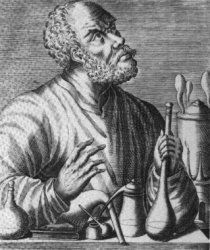
Geber (d. 815), considerado por alguns autores como o "pai da química".

Antes da aceitação do método científico e sua aplicação no campo da química, de certo modo é controverso considerar muitas das pessoas listadas abaixo como "químicos", no sentido moderno da palavra.
c. 3000 a.C.Egípcios formularam a teoria do Ogdóade, ou as "forças primordiais", do qual tudo seria formado. Estes eram os elementos dos caos, numerados em oito, que existiam antes da criação do sol.
c. 1900 a.C.Hermes Trismegisto,  rei mitológico do Egito Antigo funda a arte da alquimia.
c. 1200 a.C.Tapputi-Belatikallim, uma produtora de perfumes e também considerada a primeira química do mundo, é mencionada numa tabela cuneiforme na Mesopotâmia datado por volta de 1200 A.C. Utilizava flores, óleo, e cálamo juntamente com cyperus, mirra e bálsamo para a sua produção de perfumes, utilizando água e outros solventes e destilando em seguida.:
c. 450 a.C.Empédocles afirma que todas as coisas são compostas de quatro elementos primários: terra, ar, fogo e água, pelas quais duas forças ativas e opostas, amor e ódio, afinidade e antipatia, atuam sobre estes combinando e separando em uma variedade infinita de formas.
c. 440 a.C.Leucipo e Demócrito propuseram a ideia do átomo, uma partícula invisível da qual a matéria seria feita. A ideia é amplamente rejeitada pelos filósofos em detrimento da visão aristotélica.
c. 360 a.C.Platão cria o termo "elemento" (stoicheia) e em seu diálogo Timeu, o qual inclui uma discussão de composição de corpos orgânicos e inorgânicos e é um tratado elementar de química, assume que a menor partícula de cada elementos tem um formato geométrico especial: tetraedro (fogo), octaedro (ar), icosaedro (água) e cubo (terra).
c. 350 a.C.Aristóteles, expandindo as ideias de Empédocles, propôs a ideia de substância como uma combinação de matéria e forma. Ele descreveu a teoria dos cinco elementos (fogo, água, terra, ar e éter) que foi amplamente aceita pelo mundo ocidental por quase mil anos.
c. 50 a.C.Lucrécio publica De Rerum Natura, uma descrição poética das ideias do atomismo.
c. 300Zósimo de Panópolis escreve um dos mais antigos livros de alquimia conhecido, no qual a define como o estudo da composição das águas, movimentos, crescimentos, incorporação e extração dos espíritos dos corpos e ligação destes com os corpos.
c. 770O alquimista árabe-persa Geber, que é "considerado por muitos como o pai da química", desenvolve um método experimental para a alquimia, e isola vários ácidos incluindo o ácido clorídrico, ácido nítrico, ácido cítrico, ácido acético, ácido tartárico e água régia.
c. 1000Al-Biruni e Avicena, ambos alquimistas persas, refutam a prática da alquimia e a teoria da transmutação de metais.
c. 1167Primeira referência a destilação do vinho na Escola Médica Salernitana.
c. 1220Robert Grosseteste publica vários comentários de Aristóteles onde ele fornece detalhes de um sistema primitivo do método científico.
c 1250Taddeo Alderotti desenvolve a destilação fracionada, que é muito mais efetiva do que as predecessoras.
c 1260Alberto Magno descobre o Arsênico e o nitrato de prata. Ele também fez uma das primeiras referências ao ácido sulfúrico.
c. 1267Roger Bacon publica Opus Maius, o qual entre outras coisas, propõe uma forma primitiva do método científico, e contém os resultados de seus experimentos com a pólvora.
c. 1310Pseudo-Geber, um alquimista espanhol anônimo o qual escreve sob o nome de Geber, publica vários livros que estabelecem a teoria consolidada de que todos os metais são compostos de várias proporções de Enxofre e Mercúrio. Ele é um dos primeiros a descrever o ácido nítrico, água régia e a aqua fortis.
c. 1530Paracelso desenvolve o estudo da iatroquímica, uma subdisciplina da alquimia dedicada a estender a vida, sendo assim as raízes da farmacêutica moderna. Também é alegado o primeiro uso da palavra "química".
1597Andreas Libavius publica Alchemia, um protótipo de livro-texto de química.

## Século XVII
1605Sir Francis Bacon publica The Proficience and Advancement of Learning, que contém a descrição do que seria posterioremente conhecido como o método científico.
1605Michał Sędziwój publica o tratado de alquimia Uma Nova Luz da Alquimia que propõe a existência do "alimento da vida" dentro do ar, posteriormente reconhecido como o oxigênio.
1615Jean Beguin publica o Tyrocinium Chymicum, um livro texto de química, que esboça a primeira equação química.
1637René Descartes publica Discours de la méthode, que contém uma descrição do método científico.
1648Publicação póstuma do livro Ortus medicinae por Jan Baptist van Helmont, que é citado por alguns como um trabalho transicional entre a alquimia e química, e uma importante influência para Robert Boyle.  O livro conté os resultados de numerosos experimentos e estabelece uma versão inicial da Lei da conservação das massas.
1661Robert Boyle publica The Sceptical Chymist, um tratado que faz a distinção entre a química e a alquimia. Contém algumas das primeiras ideias modernas de átomos, moléculas e reação química e marca o início da história da química moderna.
1662Robert Boyle propõe a Lei de Boyle, uma descrição experimental do comportamentos dos gases, especificamente entre a pressão e o volume.

## Século XVIII

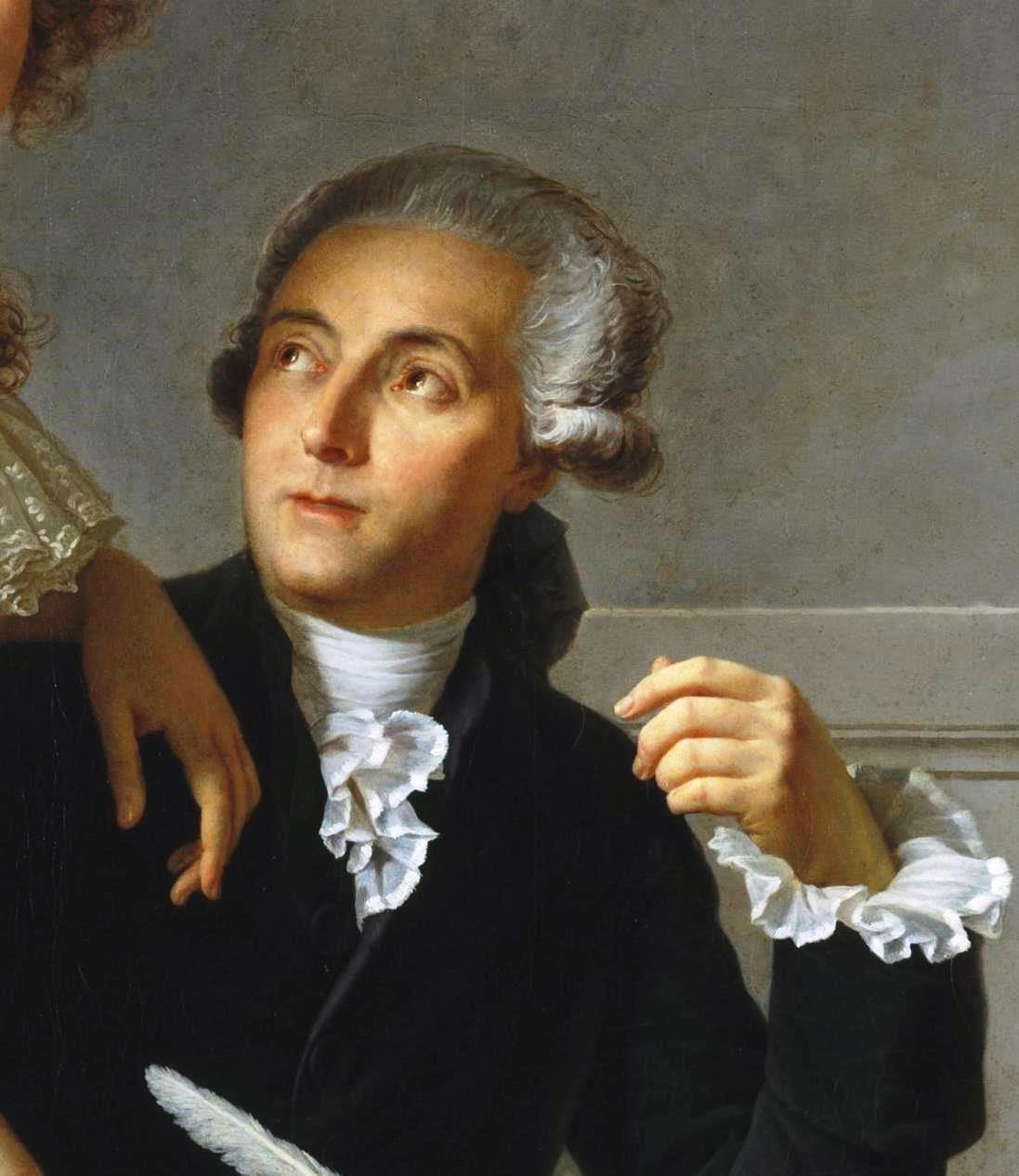
Antoine-Laurent de Lavoisier (1743–1794) é considerado o "Pai da Química moderna".

1735Químico sueco George Brandt analisa um pigmento azul escuro em um minério de ferro e demonstra que este contém um novo elemento, nomeado posteriormente como cobalto.
1754Joseph Black isola o dióxido de carbono, o qual denomina "ar fixo".
1757Louis Claude Cadet de Gassicourt, enquanto investigava compostos de arsênico, cria o líquido fumegante inicialmente chamado Cadet's fuming liquid, posteriormente identificado como o óxido cacodilo, considerado o primeiro composto organometálico sintético.
1758Joseph Black formula o conceito de calor latente para explicar a termoquímica da mudança de fases.
1766Henry Cavendish descobre o hidrogênio como um gás incolor e inodoro que queima e pode formar uma mistura explosiva com o ar.
1773–1774Carl Wilhelm Scheele e Joseph Priestley de forma independente isolam o oxigênio, chamado de "ar deflogisticado" por Priestley e "ar fogo" por Scheele.
1778Antoine Lavoisier, considerado "o pai da química moderna", identifica e nomeia o oxigênio, reconhecendo sua importância para a combustão.
1787Antoine Lavoisier publica o Méthode de nomenclature chimique, o primeiro sistema de nomenclatura química moderno.
1787Jacques Charles propõe a Lei de Charles, um corolário da Lei de Boyle, que descreve a relação entre a temperatura e o volume de um gás.
1789Antoine Lavoisier publica o Traité Élémentaire de Chimie, o primeiro livro-texto de química moderno. Para a época, foi um exame completo da química moderna, incluindo a primeira definição concisa da Lei da conservação da massa. Representa também um marco na fundação da disciplina de estequiometria ou análise química quantitativa.
1797Joseph Proust propõe a Lei de proporções definidas, que declara que elementos sempre se combinam em uma pequena quantidade de razões inteiras para formar compostos.
1800Alessandro Volta inventa a primeira Pilha de Volta, fundando assim a disciplina de eletroquímica.

## Século XIX

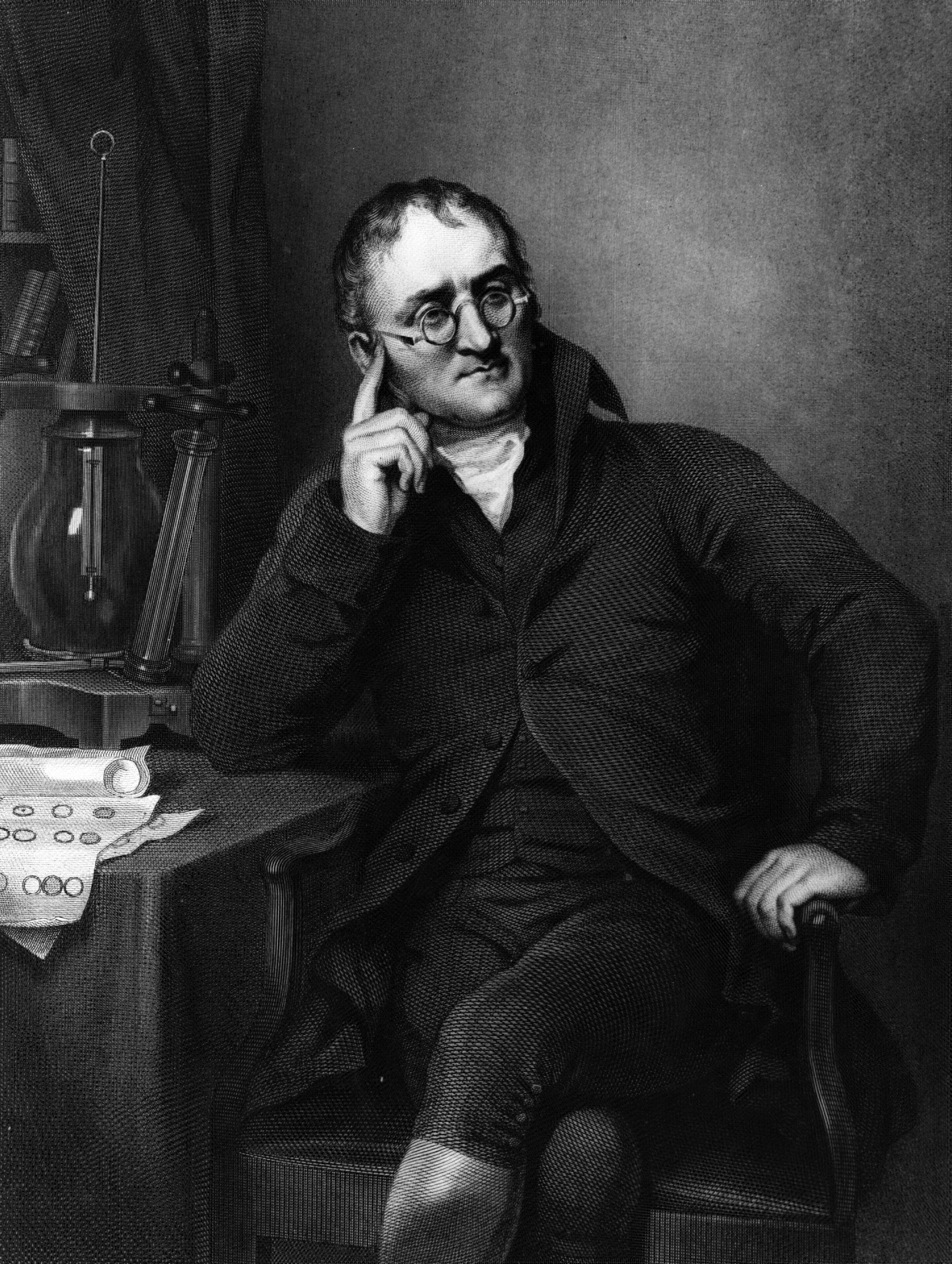
John Dalton (1766–1844)

Fórmula estrutural da ureia

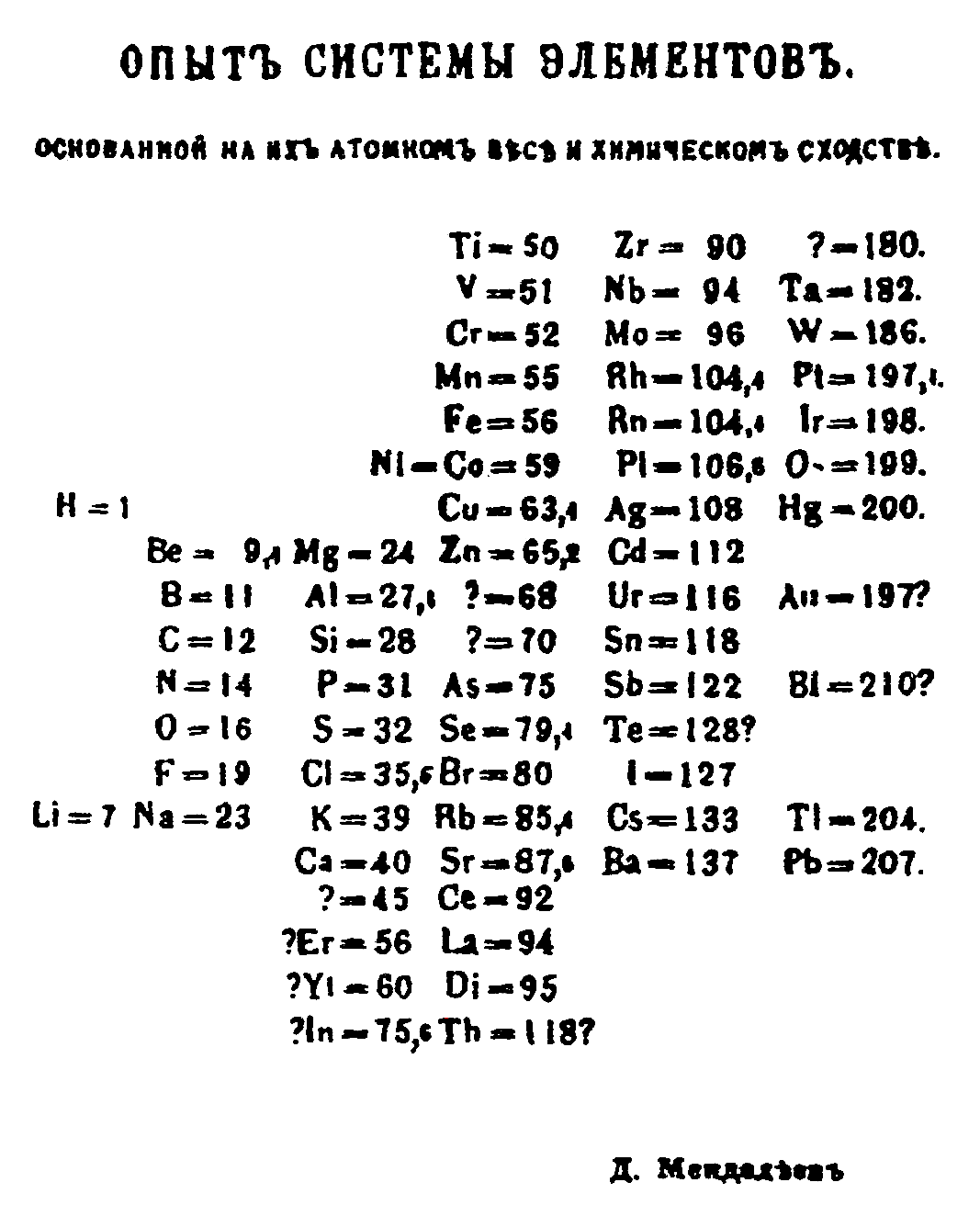
Tabela periódica de Mendeleie.

1803John Dalton propõe a Lei de Dalton, que descreve a relação entre os componentes de uma mistura de gás e a pressão relativa que cada um contribui para a mistura geral.
1805Joseph Louis Gay-Lussac descobre que a água é composta de duas partes de hidrogênio e uma parte de oxigênio por volume.
1808Joseph Louis Gay-Lussac coleta e descobre várias propriedades químicas e físicas do gás e de outros gases, incluindo provas experimentais da Lei de Charles e Boyle e a relação entre a densidade e a composição de gases.
1808John Dalton publica New System of Chemical Philosophy, que contém a primeira definição científica moderna da teoria atômica e uma clara descrição da Lei das proporções múltiplas.
1808Jöns Jakob Berzelius publica Lärbok i Kemien em que propõe a notação e símbolo químico moderno, e o conceito da massa atômica relativa.
1811Amedeo Avogadro propõe a Lei de Avogadro, que define que volumes iguais de um gás sob as mesmas condições de temperatura e pressão contém o mesmo número de moléculas.
1825Friedrich Wöhler e Justus von Liebig realizam a primeira descoberta e explicação confirmada de isômeros, anteriormente nomeados por Berzelius. Trabalhando com ácido ciânico e ácido fulmínico, eles corretamente deduzem que o isomerismo foi causado por arranjos diferentes de átomos dentro da molécula.
1827William Prout classifica as biomoléculas em seus grupamentos modernos: carboidratos, proteínas e lipídeos.
1828Friedrich Wöhler sintetiza a ureia, assim estabelecendo que compostos orgânicos podem ser produzidos a partir de materiais inorgânicos e refutando a teoria do vitalismo.
1832Friedrich Wöhler e Justus von Liebig descobrem e explicam os grupamentos funcionais e radicais em relação à química orgânica.
1840Germain Henry Hess propõe a Lei de Hess, um enunciado inicial da Lei da conservação da energia, o qual estabelece que as mudanças de energias em um processo químico depende somente dos estados iniciais dos reagentes e dos finais dos produtos e não no caminho específico entre os dois estados.
1847Hermann Kolbe obtém o ácido acético de uma fonte completamente inorgânica, promovendo assim a refutação do vitalismo.
1848Lord Kelvin estabelece o conceito do zero absoluto, a temperatura na qual todo o movimento molecular cessa.
1849Louis Pasteur descobre que a forma racêmica do ácido tartárico é uma mistura das formas levógiras e dextrógiras, assim clarificando a natureza da rotação ótica e avançando no campo da estereoquímica.
1852August Beer propõe a Lei de Beer, que explica a relação entre a composição da mistura e a quantidade de luz absorvida. Baseado parcialmente em trabalho anterior de Pierre Bouguer e Johann Heinrich Lambert, que estabelece a técnica de química analítica conhecida como espectrofotometria.
1855Benjamin Silliman promove os métodos de craqueamento do petróleo, que torna a possível a indústria petroquímica moderna.
1856Sir William Perkin sintetiza a mauveína, o primeiro corante sintético. Criado como um subproduto acidental na tentativa de criar a quinina a partir do alcatrão de hulha. Esta descoberta é a fundação da indústria de corantes sintéticos, uma das primeiras indústrias químicas bem sucedidas.
1857Friedrich August Kekulé von Stradonitz propõe que o carbono é tetravalente, ou forma exatamente quatro ligações químicas.
1859–1860Gustav Kirchhoff e Robert Bunsen deixam a base de fundação da espectroscopia como um método de análise química, o que leva a descoberta do césio e do rubídio. Em pouco tempo outros pesquisadores descobrem o Índio, Tálio e Hélio.
1860Stanislao Cannizzaro ressuscita a ideia de Avogadro de moléculas diatômicas e compila uma tabela elementos por massa atômica, apresentando-a durante o Congresso de Karlsruhe de 1860. A tabela pôs fim a mais de uma década de fórmulas moleculares e massas atômicas conflitantes e influencia Dmitri Mendeleev a descoberta da periodicidade dos elementos.
1862Alexander Parkes exibe a Parkesine, um dos primeiros polímeros sintéticos na Exposição Internacional de Londres (1862). Sua descoberta formou a indústria de plásticos moderna.
1862Alexandre-Emile Béguyer de Chancourtois publica um artigo com o parafuso telúrico, uma versão primitiva da tabela periódica.
1864John Newlands propõe a Lei das Oitavas, uma precursora da periodicidade dos elementos químicos.
1864Lothar Meyer desenvolve uma versão inicial da tabela periódica, com 28 elementos organizados pela valência.
1864: Cato Maximilian Guldberg e Peter Waage, a partir das ideias de Claude Berthollet, propõem a Lei de ação das massas.
1865Johann Josef Loschmidt determina o número de moléculas em um mol, constante posteriormente nomeada como número de Avogadro.
1865Friedrich August Kekulé von Stradonitz, baseado parcialmente no trabalho de Loschmidt e outros, estabelece a estrutura do benzeno com seis carbonos com ligações químicas simples e duplas alternadas.
1865Adolf von Baeyer começa a trabalhar no anil, um marco na indústria química orgânica que revoluciona a indústria de corantes.
1869Dmitri Mendeleev publica a primeira tabela periódica moderna, com os 66 elementos conhecidos organizados por massa atômica. O diferencial de sua tabela foi a habilidade prever com precisão as propriedades dos elementos ainda não conhecidos.
1873Jacobus Henricus van 't Hoff e Joseph Achille Le Bel, de modo independente, desenvolvem um modelo de ligação química que explica os experimentos quirais de Pasteur e provê a causa física da atividade ótica em compostos quirais.
1876Josiah Willard Gibbs publica On the Equilibrium of Heterogeneous Substances, uma compilação de seu trabalho em termodinâmica e físico-química que estabelece o conceito de energia livre termodinâmica para explicar a base física do equilíbrio químico.
1877Ludwig Boltzmann estabelece derivações estatísticas de muitos conceitos físicos e químicos importantes, incluindo a entropia e distribuição da velocidade molecular em uma fase gasosa.
1883Svante Arrhenius  desenvolve a teoria do íon para explicar a condutividade em eletrólitos.
1884Jacobus Henricus van 't Hoff publica Études de Dynamique chimique, um estudo seminal da cinética química.
1884Hermann Emil Fischer propõe a estrutura da purina, uma estrutura chave em muitas biomoléculas. Também começa a trabalhar na química da glucose e relacionada ao açúcar.
1884Henry Louis Le Chatelier desenvolve o Princípio de Le Châtelier, que explica a resposta do equilíbrio químico em função de agentes externos.
1885Eugene Goldstein batiza o raio cátodico, posteriormente descoberto ser composto de elétrons, e um raio anódico, que posteriormente descobre-se ser composto de íons hidrogênio que tiveram seus elétrons removidos em um tubo de raios catódicos. Estes seriam posteriormente nomeados prótons.
1893Alfred Werner descobre a estrutura octaédrica dos compostos de cobalto, assim estabelecendo o campo da química de coordenação.
1894–1898William Ramsay descobre os gases nobres, que preenchem um grande e inesperado espaço na tabela periódica e levam a modelagem da ligação química.
1897J. J. Thomson descobre o elétron usando um tubo de raios catódicos.
1898Wilhelm Wien demonstra que os raios anódicos podem ser defletidos por um campo magnéticos, e que a quantidade de deflexão é proporcional a razão massa-carga. Isto leva a técnica de química analítica conhecida como espectroscopia de massa.
1898Maria Sklodowska-Curie e Pierre Curie isolam o Rádio e  o Polônio do from pechblenda.
c. 1900Ernest Rutherford descobre a fonte da radioatividade como átomos decaindo e cunha vários termos para os variados típos de radiação.

## Século XX
- 1903: Mikhail Semyonovich Tsvet inventa a cromatografia, uma importante técnica analítica.[86]
- 1904: Hantaro Nagaoka propõe um primitivo modelo nuclear do átomo, em que os elétrons orbitam uma densa massa nuclear.[87]
- 1905: Fritz Haber e Carl Bosch desenvolvem o Processo de Haber para fazer amônia usando seus elementos, um marco na indústria química com profundas consequências na agricultura.[88]
- 1905: Albert Einstein explica o Movimento browniano em um modo que prova definitivamente a teoria atômica.[89]
- 1907: Leo Hendrik Baekeland inventa a baquelite, um dos primeiros plásticos com sucesso comercial.[90]

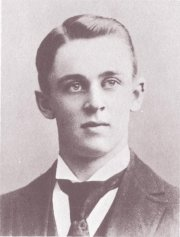
Robert A. Millikan, performer of the Oil drop experiment

- 1909: Robert Millikan mede a carga de elétrons individuais com uma precisão sem precedentes através da experiência da gota de óleo, confirmando que todos os elétrons possuem a mesma carga e massa.[91]
- 1909: S. P. L. Sørensen inventa o conceito de pH e desenvolve métodos para medir a acidez.[92]
- 1911: Antonius Van den Broek propõe a ideia de que os elementos na tabela periódica são melhor organizados pela carga nuclear positiva ao invés de usar a massa atômica.[93]
- 1911: A primeira Conferência de Solvay ocorre em Bruxelas, reunindo os mais proeminentes cientistas da época. As conferências em física e química continuam sendo realizadas periodicamente até os dias atuais.[94]
- 1911: Ernest Rutherford, Hans Geiger, e Ernest Marsden realizam o experimento de Rutherford, que prova o modelo atômico com um núcleo pequeno, denso e positivo rodeado por uma nuvem de elétrons difusa.[85]
- 1912: William Henry Bragg e William Lawrence Bragg propõem a Lei de Bragg e estabelecem o campo da cristalografia de raios X, uma importante ferramenta para elucidar a estrutura cristalina de substâncias.[95]
- 1912: Peter Debye desenvolve o conceito de dipolo molecular para descrever a assimetria na distribuição de cargas em algumas moléculas.[96]

The Bohr model of the atom

- 1913: Niels Bohr introduz o conceito de mecânica quântica na estrutura atômica ao propor o que atualmente é conhecido como o modelo atômico de Bohr, em que os elétrons só existem em órbitas estritamente definidas.[97]
- 1913: Henry Moseley, trabalhando em cima de uma antiga ideia de Van den Broek, introduz o conceito do número atômico para fixar as inadequações da tabela periódica de Mendeleev, que era baseada na massa atômica.[98]
- 1913: Frederick Soddy propõe o conceito de isótopo, elementos que possuem as mesmas propriedades químicas podem possuir diferentes pesos atômicos.[99]
- 1913: J. J. Thomson expande o trabalho de Wien, mostra que partículas subatômicas carregadas podem ser separadas pela sua proporção massa-carga, uma técnica conhecida como espectrometria de massa.[100]
- 1916: Gilbert N. Lewis publica "The Atom and the Molecule", a fundação da teoria da ligação de valência.[101]
- 1921: Otto Stern e  Walther Gerlach estabelecem o conceito de spin na mecânica quântica em partículas subatômicas.[102]
- 1923: Gilbert N. Lewis e Merle Randall publicam Thermodynamics and the Free Energy of Chemical Substances, o primeiro tratado moderno sobre termodinâmica química.[103]
- 1923: Gilbert N. Lewis desenvole a teoria do par eletrônico de reação ácido/base.[101]
- 1924: Louis de Broglie introduz o modelo de onda da estrutura atômica, baseado na ideia de Dualidade onda-corpúsculo.[104]
- 1925: Wolfgang Pauli desenvolve o princípio de exclusão de Pauli, que diz que dois elétrons ao redor de um único núcleo não podem ter o mesmo estado quântico, como descrito pelos quatro números quânticos.[105]
- 1926: Erwin Schrödinger propõe a equação de Schrödinger, que provê a base matemática para o modelo de onda da estrutura atômica.[106]
- 1927: Werner Heisenberg desenvolve o princípio da incerteza de Heisenberg que, entre outras coisas, explica a mecânica do movimento do elétron ao redor do núcleo.[107]
- 1927: Fritz London e Walter Heitler aplicam mecânica quântica para explicar a ligação covalente na molécula de hidrogênio.,[108] que marca o começa da química quântica.[109]
- c. 1930: Linus Pauling propõe as regras de  Pauling que são conceitos chaves para o uso da cristalografia de Raio-X para dedução da estrutura molecular.[110]

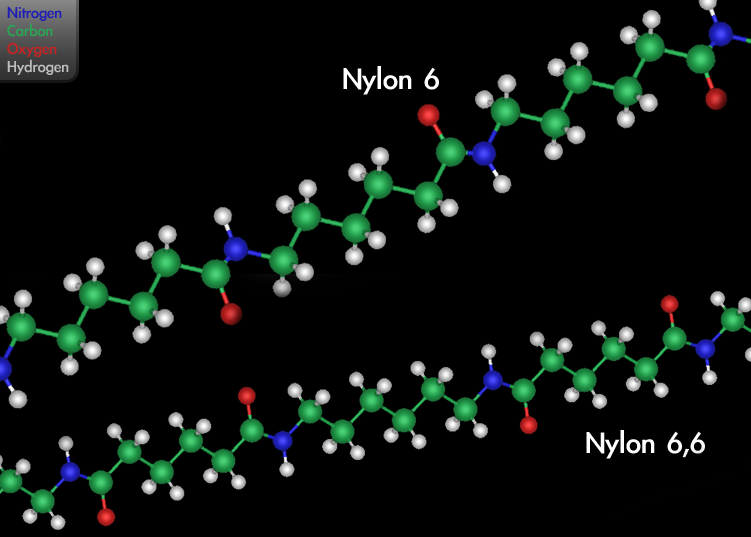
Model of two common forms of nylon

- 1930: Liderados por Wallace Carothers, equipe de químicos da DuPont inventa o nylon, um dos mais bem sucedidos polímeros sintéticos na história.[111]
- 1931: Erich Hückel propõe a Regra de Hückel que explica quando um anel aromático irá possuir propriedade aromáticas.[112]
- 1931: Harold Urey descobre o Deutério pela destilação fracionada do hidrogênio líquido.[113]
- 1932: Linus Pauling e Robert Mulliken quantificam a eletronegatividade, elaborando uma escala que atualmente leva seus nomes.[114]
- 1937: Carlo Perrier e Emilio Segrè executam a primeira síntese confirmada do Tecnécio-97, o primeiro elemento artificialmente produzido e assim preenchendo um dos espaços da tabela periódica. Entretanto, é disputado que o elemento possa ter sido sintetizado ainda em 1925 por Walter Noddack e outros.[115]
- 1937: Eugene Houdry desenvolve um método de craqueamento catalítico em escala industrial, levando ao desenvolvimento da primeira refinaria moderna.[116]
- 1939: Linus Pauling pubica o The Nature of the Chemical Bond, uma compilação de décadas de trabalho sobre a ligação química. É um dos mais importantes textos de química modernos. Explica a hibridização, ligação covalente e ligação iônica através da eletronegatividade e a ressonância como um meio de explicar, entre outras coisas, a estrutura do benzeno.[110]
- 1940: Edwin McMillan e Philip H. Abelson identificam o Neptúnio, o mais leve e primeiro elemento transurânico. McMillan viria a fundar um laboratório na Universidade de Berkeley, Califórnia, que estaria envolvido na descoberta de muitos elementos novos e isótopos.[117]
- 1941: A partir do trabalho de McMillan, Glenn T. Seaborg descobre nove outros elementos e dúzias de isótopos de elementos conhecidos utilizando reações nucleares e o método de captura de neutrons .[117]
- 1945: Jacob A. Marinsky, Lawrence E. Glendenin, e Charles D. Coryell executam a primeira síntese confirmada do Promécio, preenchendo o último espaço na tabela periódica.[118]
- 1945–1946: Felix Bloch e Edward Mills Purcell desenvolvem o processo de Ressonância Magnética Nuclear, uma técnica importante para elucidar a estrutura de moléculas, sobretudo na química orgânica]].[119]
- 1951: Linus Pauling usa a cristalografia de raio-X para deduzir a estrutura secundária de proteínas.[110]
- 1952: Alan Walsh avança no campo da espectroscopia de absorção atômica, um importante método espectroscópico quantitativo que permite a medida de concentrações específicas em uma mistura.[120]
- 1952: Robert Burns Woodward, Geoffrey Wilkinson, e Ernst Otto Fischer descobrem a estrutura do ferroceno, uma das descobertas fundadoras do campo da química organometálica]].[121]
- 1953: James D. Watson e Francis Crick propõem a estrutura do DNA, iniciando o campo da biologia molecular.[122]
- 1958: Max Perutz e John Kendrew utilizam a cristalografia de raio-X para elucidar a estrutura da proteína mioglobina da baleia cachalote.[123]
- 1962: Neil Bartlett sintetiza o hexafluoroplatinato de xenônio, demonstrando pela primeira vez que os gases nobres podem formar compostos químicos.[124]
- 1962: George Olah observa carbocátions em reações de superácidos.[125]
- 1964: Richard R. Ernst realiza experimentos que levam ao desenvolvimento da técnica de Transformada de Fourier em RMN que aumenta significativamente a resolução e inicia o campo da [[ressonância magnética.[126]
- 1965: Robert Burns Woodward e Roald Hoffmann propõe as Regras de Woodward-Hoffmann que explicam a simetria do orbital molecular e explica a estereoquímica das reações.[121]
- 1966: Hotosi Nozaki e Ryōji Noyori descobrem o primeiro exemplo de síntese enantiosseletiva usando um complexo de metal de transição com quiralidade conhecida.[127][128]

- 1970: John Pople desenvolve o programa GAUSSIAN que facilita os cálculos na química computacional.[129]
- 1971: Yves Chauvin publica uma explicação para o mecanismo de reação das reações da metátese de olefina.[130]
- 1975: Barry Sharpless e outros descobrem as reações de oxidação enântioseletivas incluindo a epoxidação de Sharpless.[131][132]
- 1985: Harold Kroto, Robert Curl e Richard Smalley descobrem os fulerenos, um classe de grandes moléculas de carbono parecidas com um domo geodésico desenhado pelo arquiteto R. Buckminster Fuller.[133]
- 1991: Sumio Iijima utiliza um microscópio eletrônico e descobre um tipo de fulereno cilíndrico denominado como um nanotubo de carbono, embora trabalhos anteriores tenham sido feitos em 1951. Este material é um componente importante do campo da nanotecnologia.[134]